# Argentinian mammarenavirus
Argentinian mammarenavirus, meglio noto come virus Junin o virus Junín (JUNV), è un arenavirus del genere Mammarenavirus che causa la febbre emorragica argentina (AHF). Il virus prese il nome dalla città di Junín, attorno alla quale furono riportati i primi casi di infezione nel 1958.